# Camillo Grossi
Camillo Grossi (Grosseto, 30 settembre 1876 – Torino, 16 giugno 1941) è stato un generale e politico italiano.

## Biografia
Entrato in accademia nel 1894, inizia la carriera nel corpo degli alpini. Partecipa alla prima guerra mondiale col grado di colonnello e le funzioni di capo di Stato maggiore della terza armata e capo dell'ufficio stampa presso il comando supremo di guerra. Tra il 1921 e il 1923 e a capo dell'ufficio operazioni dello Stato maggiore centrale ed è in seguito comandante del II reggimento alpini. Nel 1926 entra nell'organico del ministero della guerra, dove costituisce l'ufficio coordinamento interforze e (fino al 1932) è capo di gabinetto del ministro. Dal 1932 al 1935 comanda la divisione militare di Cuneo e conclude la carriera militare come comandante generale della IV armata. Nominato senatore a vita e presidente della Commissione italiana dell'armistizio con la Francia muore improvvisamente a causa di un infarto il 17 giugno 1941.